# Súng máy hạng nhẹ

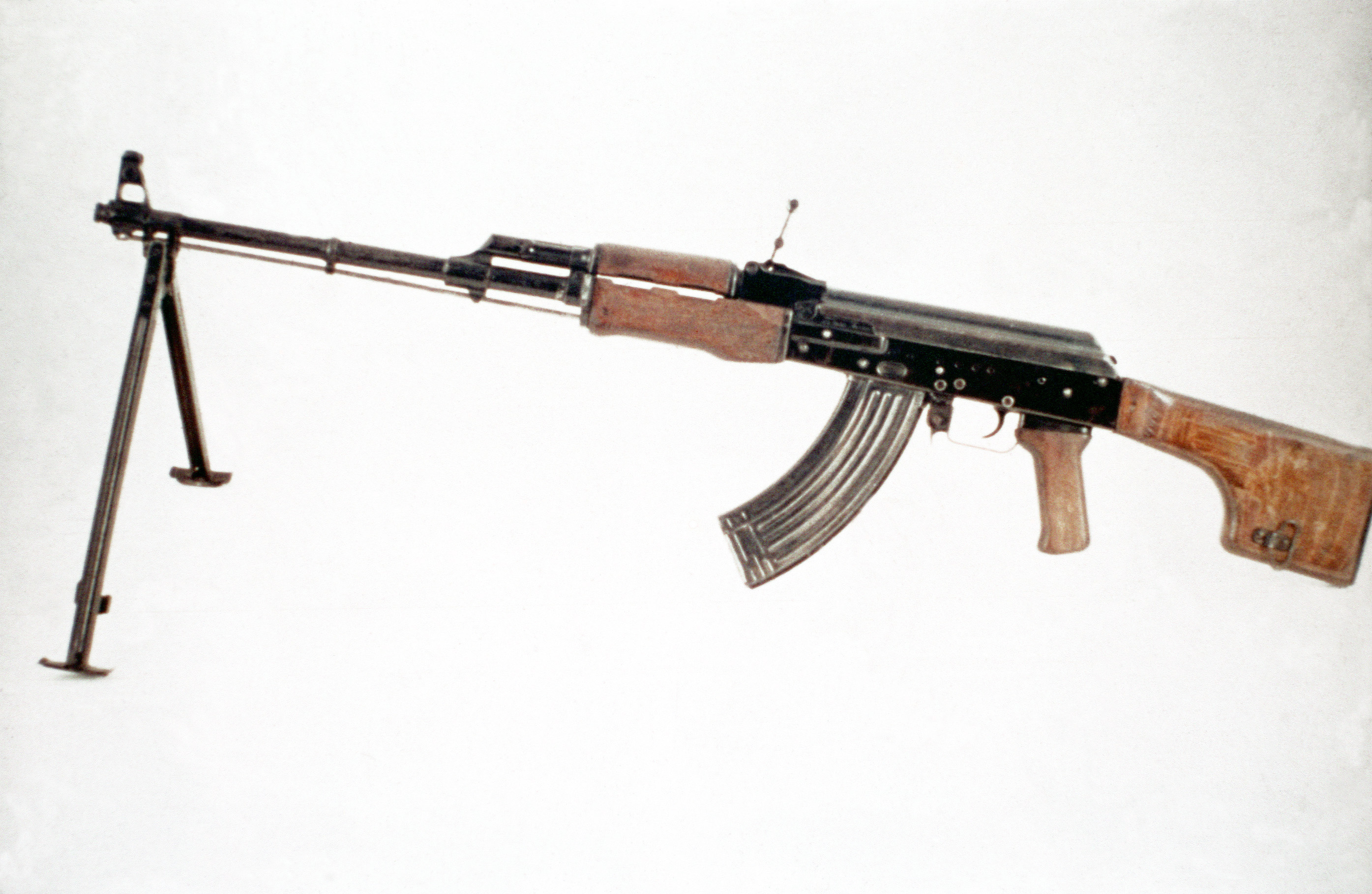
Khẩu RPK, một trong những mẫu súng máy hạng nhẹ cỡ 7,62 mm thông dụng trong các nước Khối Warszawa.

Súng máy hạng nhẹ (tiếng Anh: light machine gun - LMG) hay súng trung liên là một loại vũ khí bộ binh được thiết kế để có sử dụng và di chuyển bởi một người lính, cá nhân, có hay không có một sự trợ giúp của người khác, được sử dụng tại đầu chiến tuyến để có thể hỗ trợ bộ binh tác chiến. Các súng máy hạng nhẹ thường được xếp chung với nhóm vũ khí tác chiến theo đội hình tự động.
Súng máy hạng nhẹ có thể được phân biệt bởi cả hình dáng và mục đích sử dụng trên chiến trường. Nó thường bắn liên hoàn 8-10 viên và luôn luôn có chân chống, còn những đặc điểm như bắn liên thanh liên tiếp và được gắn với bệ chống ba chân là của súng máy hạng trung. Một số loại súng (tùy vào mục đích sử dụng chính) mà có thể được xem như súng máy hạng nhẹ và cũng được xem là súng máy hạng trung. Như quy tắc chung nếu nó được gắn vào chân chống thì có thể xem là súng máy hạng nhẹ, còn nếu nó được gắn vào bệ chống ba chân thì sẽ được xem như là súng máy hạng trung, còn nếu nó sử dụng loại đạn 10 mm hoặc hơn khi đó nó trở thành súng máy hạng nặng. Các mẫu súng máy hạng nhẹ thường sử dụng loại đạn nhỏ hơn súng máy hạng trung, chúng nhẹ và có mật độ cao hơn khi bắn.
Khẩu súng máy hạng nhẹ đầu tiên được công nhận là khẩu Madsen của Đan Mạch đưa vào sử dụng năm 1902. Các loại súng máy hạng nhẹ ví dụ như khẩu Lewis của Anh được sử dụng lần đầu tiên trong chiến tranh thế giới thứ nhất nó được dùng để tăng hỏa lực của bộ binh. Đến cuối Thế chiến thứ hai, súng máy hạng nhẹ gần như được biên chế vào ít nhất một khẩu cho mỗi tiểu đội hay một đội, và những đội lính hiện đại đóng ở những nơi có vị trí chiến lược điều được trang bị súng máy hạng nhẹ.
Có thể bắn súng máy hạng nhẹ ngang hông hoặc khi di chuyển tuy nhiên vấn đề nằm ở chỗ nó chẳng bao giờ chính xác. Dù vậy các pháo thủ sử dụng M249 báo cáo rằng thao tác bắn ngang hông kèm với việc bặng được gắn cố định sẽ dễ dàng điều khiển và chính xác hơn, khi bắn ngang ngực tay giữ nòng súng phía trước chếch xuống một chút có thể làm giảm độ giật. Báo cáo cũng nói rằng nó làm giảm độ lệch cũng như tăng tầm hoạt động để thấy được mục tiêu hơn là việc họ phải đứng đằng sau khẩu súng. Loại đạn 5.56mm nhỏ hơn đã tạo ra được sự khác biệt với loại đạn 7,62mm khi mà nó tạo ra độ giật ít hơn. Ngoại trừ việc chúng thường bắn trong tư thế cuối xuống khi sử dụng chân chống. Rất nhiều súng máy hạng nhẹ (như khẩu Bren hay M1918 Browning Automatic Rifle) sử dụng hộp đạn. Phần còn lại như khẩu MG 34 sử dụng được cả dây đạn hay hộp đạn. Súng máy hạng nhẹ hiện đại được thiết kế để có thể bắn được nhiều hơn những loại đạn nhỏ hơn và có xu hướng sử dụng dây đạn. Một số loại súng máy hạng nhẹ như khẩu RPK của Nga đã được sửa đổi thiết kế từ loại sturmgewehr. Nó mang một hộp đạn lớn hơn, với một nòng súng nặng (dày) hơn để chống lại việc bị quá nóng và mạnh mẽ hơn nó có hỗ trợ bắn liên thanh liên hoàn và chân chống. Những mẫu mới khác như khẩu FN Minimi sử dụng cả dây đạn hoặc hộp đạn tách rời.

## Các ví dụ điển hình

### Thập niên 1900 – Thập niên 1940
- Madsen (Nhiều loại đạn)

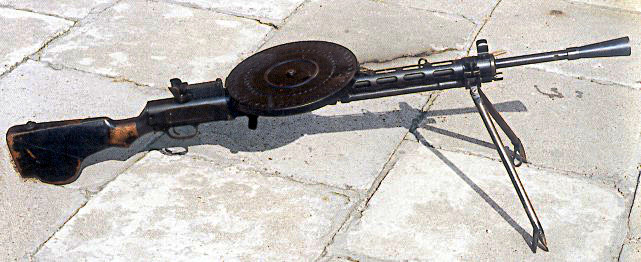
DP-27

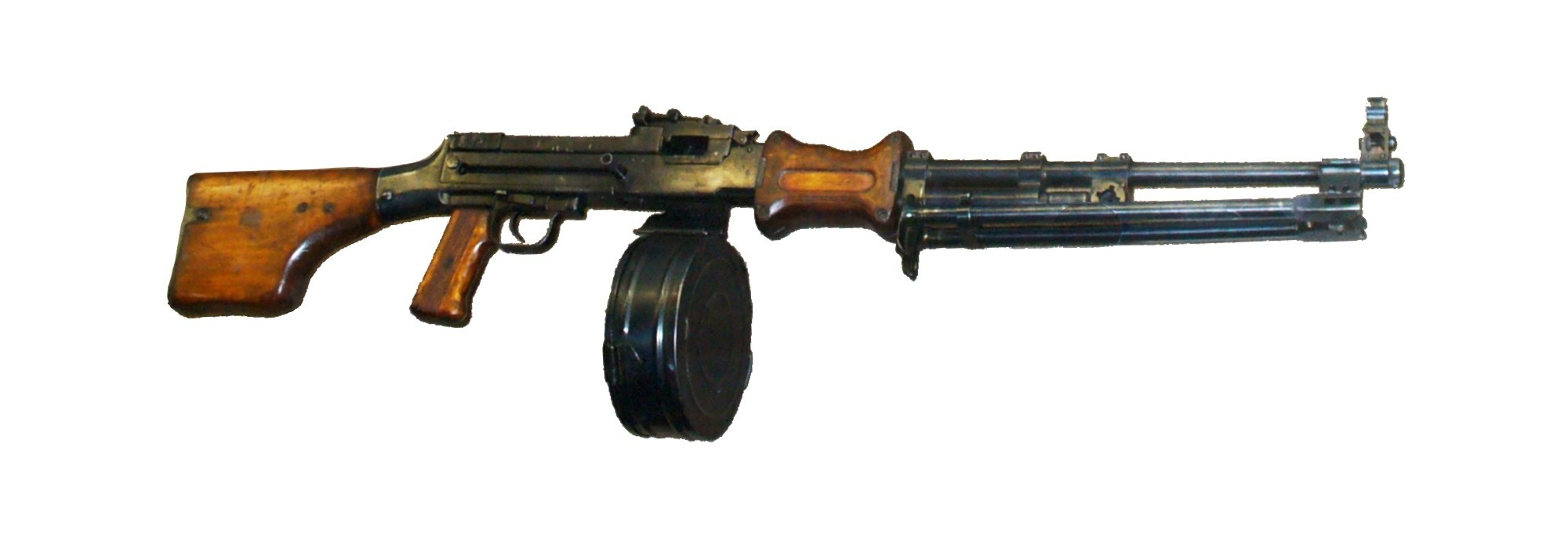
RPD

- Fusil mitrailleur Mle 1915 CSRG "Chauchat" (8×50mmR Lebel)
- Hotchkiss Mle 1909 Benet-Mercie (8×50mmR Lebel)
- Lewis (.303 British,.30-06 Springfield)
- Bergmann MG15 nA (7,92×57mm)
- Browning BAR M1918 (.30-06 Springfield)
- Browning M1919A6 (LMG với chân chống ngắn)
- Maxim-Tokarev (7.62×54mmR)
- Hotchkiss Mle 1922
- Shiki 11 (6,5×50mm Arisaka)
- ZB vz. 26 (7,92×57 mm)
- Degtyarov DP-28 (7,62×54mmR)
- MAC 24/29 (7,5×54mm 1929C)
- Trung liên Kiểu 96 (6,5×50mm Arisaka)
- Trung liên Kiểu 97 (7,7×58mm Arisaka)
- Bren (.303 British)
- RPD (7,62×39mm)
- RPK (7,62×39mm)

### Thập niên 1950 – Thập niên 1970
- vz. 52 (7,62×45mm vz. 52, 7.62×39mm)
- FAL 50.41 & 50.42 (7.62×51mm NATO)
- L4A1 Bren (7,62×51mm NATO)
- Stoner 63 (5,56×45mm NATO)
- Mendoza RM2 (.30-06 Springfield)

### Thập niên 1970 - ngày nay
- RPK-74 (5,45×39 mm)
- FN Minimi (5,56×45mm NATO)
- Steyr AUG H-BAR (5,56×45 mm NATO)
- CETME Ameli (5,56×45mm NATO)
- Ultimax 100 (5,56×45mm NATO)
- LMG Kiểu 81 (7,62×39mm)

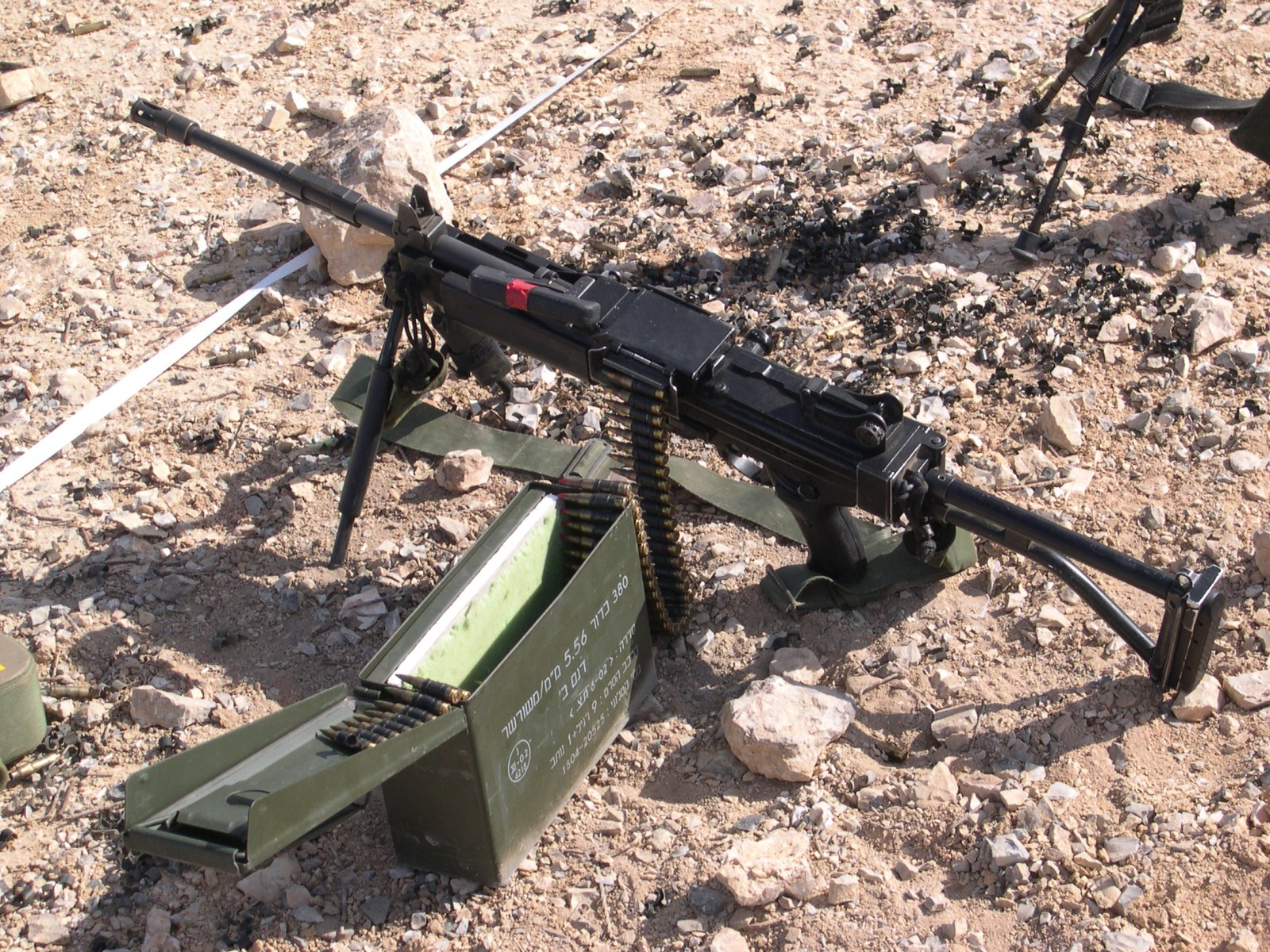
IMI Negev

- M249 Squad Automatic Weapon (5,56×45mm NATO)
- Mk 48 Mod 0 (7,62×51mm NATO)
- L86 LSW (5,56×45mm NATO)
- Heckler & Koch MG36 (5,56×45mm NATO)
- IMI Negev (5,56×45mm NATO)
- QBB-95 (5,8×42mm DBP87)
- INSAS (5,6×45mm NATO)
- Heckler & Koch MG4 (5,56×45mm NATO)